# 第二次チェチェン紛争
第二次チェチェン紛争（だいにじチェチェンふんそう、ロシア語: Вторая чеченская война、チェチェン語: ШолгIа оьрсийн-нохчийн тӀом）は、チェチェン独立派勢力（チェチェン・イチケリア共和国など）と、ロシア人およびロシア連邦への残留を希望するチェチェン共和国のチェチェン人勢力との間で発生した紛争。1999年に勃発した。2009年4月16日に国家対テロ委員会は独立派の掃討が完了したとして対テロ作戦地域からの除外を発表、10年の長きにわたった紛争は終結したとされたが実際には独立派残党による北コーカサスの乱が2017年まで続いた。

## 紛争の再開
チェチェンの独立派勢力がロシアからの独立を目指したことにより勃発した第一次チェチェン紛争は、1996年に一応の終結を見ていた。1997年5月にはハサヴユルト協定が調印され、5年間の停戦が合意されていた。
ところが1999年8月、独立最強硬派武装勢力のイスラム国際戦線を率いるシャミル・バサエフとアミール・ハッターブと1500名程のチェチェン人武装勢力が隣国ダゲスタン共和国へ侵攻し、一部の村を占領するという事件が発生する（ダゲスタン戦争）。また同時期にモスクワではアパートが爆破されるテロ事件が発生し百数十名が死亡した。これを受けてロシア政府はチェチェンへのロシア連邦軍派遣を決定。ウラジーミル・プーチン首相の強い指導の下、9月23日にはロシア軍がテロリスト掃討のため再びチェチェンへの空爆を開始し、ハサヴユルト協定は完全に無効となった。

## ロシア軍の侵攻
戦争の最初の数ヶ月間、ロシア軍は制空権の優位性をうまく利用し、チェチェン・イチケリア共和国の事実上の首都であるジョハル（グロズヌイ）や他の主要都市への激しい絨毯爆撃や弾道ミサイルによる攻撃を行った。 チェチェン共和国の回廊地帯は都市の市民たちの避難場所になった。
2000年2月にグロズヌイが陥落する(グロズヌイの戦い (1999年-2000年))とチェチェン・イチケリア共和国は政府としての実態を保てなくなり瓦解。チェチェン親露派勢力（カディロフ派、ヤマダエフ派など）によるチェチェン共和国が成立した。初代大統領にはアフマド・カディロフが就任した（2004年にチェチェン独立派により爆殺）。
チェチェン独立派は山岳地帯に逃げ込みゲリラ戦を継続した。
2002年3月、アミール・ハッターブが殺害され、アミール・アブ・アルワリドが後を引き継いだ。

## 国際社会の反応
西側諸国はロシア連邦軍による抵抗運動の処遇や、ロシア側、チェチェン側双方で行われた拷問、強姦、略奪、密輸出入、横領などの犯罪を非難した。 ロシア側は武装勢力に対する攻撃の中で民間人への被害も発生したことから国際的に強く懸念され、アメリカ合衆国大統領のビル・クリントンはロシアが国際的な孤立に直面して「重い代償を払う」と述べ、2000年アメリカ合衆国大統領選挙に出馬したジョージ・W・ブッシュ候補もロシアの対チェチェン政策が変わらなければロシアへの対外援助を停止すべきだとして「ロシアは限度を超えた」と批判し、欧州連合（EU）はチェチェンでの武力行使を終わらせるようロシアに求めた。イギリスのロビン・クック外相はユーゴスラビアのスロボダン・ミロシェヴィッチ大統領がコソボで行ったジェノサイドと並べて激しくロシアを非難した。
1999年11月、欧州安全保障協力機構（OSCE）の会議でアメリカのクリントン大統領はロシア連邦大統領のボリス・エリツィンに指を差して多くの民間人犠牲者を出しているチェチェンへの爆撃を止めるよう要求するとエリツィンは席から立ち去った。翌12月9日から10日にかけて、チェチェンでの軍事作戦への支持を求めて訪れて最後の外遊先となった中国で李鵬国務院総理や江沢民総書記（国家主席）と会談したエリツィン大統領は「クリントンはロシアが核兵器の完全な備蓄を保有する偉大な大国であることを忘れているようだ」と述べてかつては蜜月を築いていたアメリカに対して核戦争を示唆して恫喝した。

## 紛争のゲリラ戦化
チェチェン領内でのゲリラ戦に加えて、2002年10月のモスクワ劇場占拠事件や2004年9月のベスラン学校占拠事件など、チェチェン共和国外での一般市民や政府などに対する攻撃や自爆テロも数多く起きている。第二次チェチェン紛争以降にテロが過激化してきたことについては、イスラム原理主義の思想を持つイスラーム過激派の勢力が加伸張してきたことがあげられている。自爆テロの中にはチェチェン人の女が関わっているケースがあるが、これは殺害された独立派武装勢力兵士の妻などが仇討ちのためにテロに身を投じていると考えられている。一説には夫を失った妻のテロ組織「黒い未亡人」というグループが存在するともいわれる。チェチェン独立派は事件直後には犯行声明を出さないことが多く、むしろ発生後しばらくの間は自分たちの関与を否定するかのような発言を行い、ある程度時間が経ったときに初めて声明を出すことが多い。また独立派は捕らえた一般市民やロシア兵を殺害する様子をビデオテープに記録しインターネット上に配信したこともある。
このようなテロに対して、ロシアは2003年から2006年にかけて独立派最高指導者のチェチェン・イチケリア共和国の第2代大統領ゼリムハン・ヤンダルビエフ、第3代アスラン・マスハドフ、第4代アブドル・ハリムを次々と殺害し、シャミル・バサエフ等の最強硬派の過激派指導者も殺害した。これ以外にもアフメド・ザカエフのような穏健な独立派指導者も大半は国外へ脱出していることから、チェチェン・イチケリア共和国の弱体化が指摘されることもあった。
このような状況の中、チェチェン・イチケリア共和国の第5代大統領だったドク・ウマロフは、2007年に北カフカースでのイスラム国家の建設を目指すカフカース首長国の建国を宣言した。2009年の戦争終結宣言以降も、カフカース首長国等のイスラム過激派達はロシア連邦軍とチェチェン共和国政府に対するゲリラ戦を継続し、兵士や市民を殺害する事態が続いている（北コーカサスの乱）。
独立派は、この戦争によりこれまで6万人の市民が死んでいると主張している。またロシア国防省はこの紛争で、6000人以上のロシア兵が死亡したと発表した。独立派指導者の一部は西側諸国に対して仲介を要望しロシア連邦の軍事行動等に対しては抗議をしている。独立派に対するロシアのプーチン政権の強硬策に対する批判も一部から出て、独立派は紛争当初こそ各国から支援を得ていたものの、世界的な「テロとの戦い」という流れの中でチェチェン紛争もこの一部とされることが多く、紛争後期には独立派もアルカーイダ等の国際テロ組織との関係を疑惑視され孤立無援となった。
一方ロシア側はチェチェンの親露勢力による暫定政権に徐々に権限を委譲させ、チェチェンの統治や独立派への掃討作戦を行わせるようになった（紛争のチェチェン化）。
有力親露派勢力のカディロフ派はヤマダエフ派などの他の親露勢力を排除・粛清し、現在ではラムザン・カディロフによる強権支配が続いている。

### 第2次チェチェン紛争に係る主要テロリズム一覧
1999年
- ロシア高層アパート連続爆破事件
- バサエフ派のチェチェン武装勢力がダゲスタンへ越境攻撃（ダゲスタン侵攻）

2001年
- 2001年コドリ渓谷危機

2002年
- モスクワ劇場占拠事件 - 169人死亡
- 首都グロズヌイの政府庁舎爆破 - 72人死亡
- パンキシ渓谷危機

2003年
- 共和国北西部ズナメンスコエの行政庁舎爆破 - 60人以上死亡
- モスクワ野外コンサート会場爆破 - 15人死亡

2004年
- ナズラン襲撃 - イングーシ共和国・ナズランをチェチェン独立派が襲撃
- モスクワ地下鉄爆破 - 41人死亡
- グロズヌイの対独戦勝記念式典を爆破 - 親ロシア派のチェチェン共和国大統領アフマド・カディロフなど30人死亡
- イングーシ共和国内務省などを襲撃 - 約90人死亡
- モスクワ発旅客機同時爆破 - 80人以上死亡
- モスクワ地下鉄駅付近爆破 - 約10人死亡
- 北オセチア共和国ベスラン学校占拠事件 - 322人死亡

2005年
- カバルジノ・バルカル共和国首都ナリチク同時襲撃事件

2006年
- イラクのイスラム武装勢力がロシアの外交官を拉致しチェチェン共和国からのロシア部隊撤退を同国政府に要求。要求が拒否されたため外交官を殺害。
- アンナ・ポリトコフスカヤ暗殺事件
- アレクサンドル・リトビネンコ暗殺事件

2007年
- 2007年モスクワ・サンクトペテルブルク間列車爆破事件
- イングーシ戦争(2015年まで)

### 紛争終結宣言以降の第2次チェチェン紛争に係る主要テロリズム一覧
2009年
- 2009年モスクワ・サンクトペテルブルク間列車爆破事件
- 北コーカサスの反乱(2017年まで)

2010年
- モスクワ地下鉄爆破事件

2011年
- ドモジェドヴォ空港爆破事件

2015年
- ボリス・ネムツォフ暗殺事件

## 余波

### 環境破壊
ロシア天然資源・環境省は戦争で荒廃したロシア連邦のチェチェン共和国が生態学的災害に直面していると警告している。ボリス・エリツィンの元側近は、ロシアの爆撃によりチェチェンが「環境荒野」になったと語っている。広範な石油流出と、戦争で被害を受けた下水道からの汚染（水は深さ250メートルまで汚染されている）、および化学施設への爆撃が原因の化学物質や放射性物質の流出による汚染について強い懸念がある。かつてチェチェンの森に生息していた動物が安全な場所を求めて去ったため、チェチェンの野生動物も紛争中に大きな被害を受けた。 2004年、ロシア政府はチェチェンの3分の1を「生態学的災害地帯」に指定し、残りのを「極度の環境危機地帯」に指定した。

### 地雷
チェチェンは世界で最も地雷の被害が多い地域として知られている。 1994年以来、ロシアとチェチェン両国による地雷の使用が広く行われている。ロシアは1980年の特定通常兵器使用禁止制限条約の締約国であるが、地雷やその他の装置に関する1996年の議定書には加盟していない。チェチェンで最も多く地雷が発見されている地域は、チェチェン独立派たちが抵抗を続けている南部地域とチェチェン共和国とロシアの国境地帯である。 1999年12月にイギリスのNGO団体であるHALO Trustがロシアによって立ち退かせられて以来、人道的地雷除去は行われていない。 2002年6月、国連職員オララ・オトゥヌは、この地域には50万個の地雷が設置されていると推定した。ユニセフは、 1999年から2003年末までにチェチェンで発生した 民間地雷と不発弾による犠牲者は2,340人である記録している。

## 第二次チェチェン紛争を描いた作品
映画
- 『チェチェン・ウォー』（2002年）
- 『大統領のカウントダウン』（2004年）
- 『チェチェンへ アレクサンドラの旅』（2007年）
- 『チェチェン包囲網』（2008年）
- 『あの日の声を探して（フランス語版）』 (2014年)

漫画
- 『ゴルゴ13』
- 『TOUGH外伝 龍を継ぐ男』（2016年）

### 政府機関
- チェチェン政府公式サイト（ロシア語）
- CHECHNYAFREE（英語、ロシア語）
- チェチェン独立派「外務省」公式サイト（英語）

### NGO
- チェチェン総合情報（記事の内容が中立性に欠けるとの批判もある）
- ChechenWatch（上記NGOの系列サイト）
- Prague Watchdog - Crisis in Chechnya（英語、ロシア語、チェコ語）

- Cafe Impala　本と書評のページ　インパラブッククラブ: 米原万里「チェチェンものに感動、涙」（2004年3月11日。書籍未収録）